# 夕陽県
夕陽県（せきよう-けん）は中華人民共和国河北省にかつて存在した県。現在の唐山市灤州市南西部に相当する。
前漢により設置され、後漢により廃止された。